# شب قضاوت
شبِ قضاوت (انگلیسی: Judgment Night) فیلمی در ژانر اکشن، نئو نوآر و دلهره‌آور به کارگردانی استیون هاپکینز است که در سال ۱۹۹۳ منتشر شد.
سکانس‌های این فیلم به‌طور کامل در فضای باز در مناطق مسکونی پایین شهر نیویورک در خلوتی و تاریکی نیمه شب فیلم‌برداری شده‌است.

## خلاصه فیلم
چهار دوست که در راه رفتن به یک مسابقه بوکس هستند در ترافیک سنگین گرفتار می‌شوند. زمانی که آنها در حال رانندگی برای پیدا کردن راه فراری از ترافیک هستند، شاهد یک قتل می‌شوند. قاتل که نمی‌خواهد شاهدی باقی بماند تلاش می‌کند آنها را به قتل برساند…

## بازیگران
- امیلیو استوس در نقش فرانک ویات
- کوبا گودینگ جونیور در نقش مایک پترسون
- دنیس لری در نقش فالن
- استیون درف در نقش جان ویات
- جرمی پیون در نقش ری کاچران
- پیتر گرین در قش سایکس